# Plaza Bicentenario de la República
La plaza Bicentenario de la República es un centro cívico de aproximadamente 40.000 m² de superficie ubicado en la ciudad de Antofagasta, Chile, a un costado de la Escuela Juan Pablo Segundo y entre Avenida General Óscar Bonilla y Huamachuco. La construcción de esta plaza, proyectada por el arquitecto David Santana, tuvo un costo cercano a 3.000 millones de pesos. Es la plaza más grande de Chile.
Tiene un anfiteatro cerrado con capacidad para 630 espectadores, sala de convenciones, explanada para eventos, juegos infantiles y áreas verdes. Como parte de su diseño destacan 10 columnas de hormigón de 15 metros de altura que sirven como ornamentación y parte del sistema de iluminación a la vez. 
Con el fin de proteger las instalaciones se dispuso de guardias para vigilar el sector y un cierre perimetral de 4 metros de altura que restringe el acceso, permitido entre las 7:00 AM y 12:00 PM aproximadamente.
El 28 de julio de 2006 fue inaugurada por el alcalde Daniel Adaro, en una ceremonia que comenzó a las 18 horas con una gran cantidad de shows ciudadanos en 3 escenarios simultáneos. Durante esa tarde el alcalde dio a conocer su intención de añadir el nombre del anterior alcalde Pedro Araya Ortiz a la plaza, quien fuera el impulsor de este proyecto.